# Axel Hütte
Axel Hütte (* 1951 in Essen) ist ein deutscher Fotograf. Er gilt als Vertreter der Düsseldorfer Fotoschule.

## Leben
Axel Hütte studierte von 1973 bis 1981 in der Foto-Klasse an der Kunstakademie in Düsseldorf bei Bernd Becher. 1982 erhielt Hütte ein DAAD-Stipendium für London, Dezember 1985 bis Januar 1986 das Stipendium für das Deutsche Studienzentrum im Palazzo Barbarigo della Terrazza in Venedig und 1986 bis 1988 das Karl-Schmidt-Rottluff-Stipendium. 1993 erhielt Axel Hütte den Hermann-Claasen-Preis für Kreative Fotografie. Seither arbeitet er als freier Fotograf mit künstlerischem Anspruch. Seine Werke wurden auf zahlreichen Ausstellungen im In- und Ausland gezeigt.
Axel Hütte lebt und arbeitet in Düsseldorf. Sein Studio befindet sich in der ehemaligen Kraftzentrale an der Hansaallee in Düsseldorf-Oberkassel, wo auch seit Anfang der 1980er Jahre die Fotografen Andreas Gursky, Thomas Ruff und Laurenz Berges ihr Studio haben. Die Immobilie wurde 2001 von den Schweizer Architekten Herzog & de Meuron umgebaut.

## Werk
Neben dokumentarischen Arbeiten wendet er sich seit Ende der 1990er auch undokumentarischen Sujets zu, wie z. B. in seinem Fotoband „fecit“ (Aufnahmen u. a. aus australischen Wäldern), in Architekturaufnahmen von Brücken, Treppenhäusern, Fluren oder U-Bahnhöfen, die als Fragmente behandelt werden.
Axel Hütte beansprucht, die Möglichkeiten der Fotografie nicht als das Abbild einer Wirklichkeit auszuloten, sondern als Reflexion der Beziehung von Abbild und Vorstellungsbild.
Er beschreibt seine Arbeiten einer Ausstellung in der Kunsthalle Krems: „Imperial, Majestic und Magical verweisen auf konkrete und zugleich rätselhafte Bildwelten, die uns vertraut aber im Bild fremd erscheinen. Sie sollen beim Betrachter und der Betrachterin Erinnerungen oder Träume reaktivieren, also das implizite Gedächtnis ansprechen, und die Welt als real und zugleich als Imagination erfahrbar machen.“

## Ausstellungen (Auswahl)
Axels Hüttes Werke wurden in Galerien u. a. in Amsterdam, Düsseldorf, Köln, Los Angeles, Marseille, Paris, Salzburg, Frankfurt am Main und Rotterdam gezeigt
- 2025 Arp Museum Bahnhof Rolandseck Axel Hütte. Stille Weiten
- 2020 Galerie Wilma Tolksdorf, Frankfurt am Main: FLuORESCENCE[6]
- 2019 Galerie Daniel Marzona: Kosmos Tropical
- 2018 Kunsthalle Krems: Imperial - Majestic - Magical
- 2018 Museum Franz Gertsch Burgdorf (CH): Axel Hütte. Unterwegs - in der Ferne
- 2017 Museum Kunstpalast Düsseldorf: Night and Day.[7]
- 2017/18 Quadrat Bottrop: Das Frühwerk.
- 2014 Paisaje Escindido, Museo San Telmo, San Sebastián (ES).
- 2014 Fondazione Bevilacqua La Masa, Venedig (IT)
- 2013 Palacio Municipal de Exposiciones Kiosco Alfonso, A Coruña, (ES)
- 2012 Galerie Nikolaus Ruzicska, Salzburg
- 2011 Galeria Helga de Alvear, Madrid (ES)
- 2011 Galerie Wilma Tolksdorf, Frankfurt am Main: Frankfurt//Emeth
- 2010 Galerie Ruzicska, Salzburg: Towards the Wood
- 2004 Museo de Arte Moderno de la Ciudad de Buenos Aires, Argentinien
- 2001 Kunsthalle in Emden
- 1997 Kunstverein Hannover
- 1996 Kunstverein Wolfsburg, Wolfsburg
- 1995 Rheinisches Landesmuseum, Bonn
- 1993 Hamburger Kunsthalle, Hamburg
- 1992 Künstlerkolonie Darmstadt
- 1989 Rotterdamse Kunststichting, Rotterdam (NL)

## Fotobände (Auswahl)
- Axel Hütte. Imperial–Majestic–Magical, mit Text von Florian Steininger (Hrsg.), Verlag der Buchhandlung Walther König, 2018[8]
- Axel Hütte. Night and Day / Frühwerk, mit Texten von Thomas A. Lange, Heinz Liesbrock und Thomas Weski, Verlag der Buchhandlung Walther König, Köln 2017
- Towards the Wood, 2010, Schirmer/Mosel, München, ISBN 978-3-8296-0515-1
- Out of Darkness, 2009, Waddington Galleries, London[9]
- En Tierras Extrañas, 2008, Fundación Telefónica, Madrid[10]
- After Midnight, 2006, Schirmer/Mosel, München, ISBN 978-3-8296-0261-7
- North South, 2006, Schirmer/Mosel, München, ISBN 978-3-8296-0231-0
- Terra Incognita, 2004, Schirmer/Mosel, München, ISBN 978-3-8296-0117-7
- Kontinente. Landschaftsfotografien, 2002, Schirmer/Mosel, München, ISBN 978-3-88814-619-0
- As Dark as Light, 2001, München
- fecit, 2000, Düsseldorf
- Landschaft, 1995, Schirmer und Mosel Verlag, München[11]
- London, 1993, Schirmer/Mosel, München
- Fonds Régional d’Art Contemporain, 1992

## Lexikalischer Eintrag
- Hans-Michael Koetzle: Fotografen A-Z. Taschen Deutschland, 2015. ISBN 978-3-8365-1107-0